# HangTime (Knott's Berry Farm)
HangTime est un parcours de montagnes russes en métal située à Knott's Berry Farm, aux États-Unis.

## Description
Le 16 août 2017, Knott's Berry Farm annonce l'arrivée de cette nouvelle attraction.
L'attraction de type Infinity Coaster a été fabriqué par Gerstlauer sur l'emplacement de 2 anciennes attractions ; Boomerang fermé le 23 avril 2017 et de Riptide fermé en 2015. 
À son ouverture, l'attraction possède la chute la plus inclinée de Californie, avec 96°,. Elle a été présentée dans la presse comme étant une machine plongeante. Elle a ouvert le 18 mai 2018, en présence du skateur Tony Hawk.
L'attraction s'inspire du thème du surf et plusieurs planches décorent l'attraction. Elles ont été créées par Rocky McKinnon de Huntington Beach.

## Parcours
Après avoir quitté la gare, le train monte jusqu'à 45,72 m. Il marque un arrêt juste avant la chute à 96°. Sur le parcours, il atteint la vitesse maximale de 92 kilomètres par heure, et effectue un total de 5 inversions ; Negative-G Stall Loop, tire-bouchon, Cutback et un Cobra Roll.
La structure est équipée d'un système d'éclairage sophistiqué développé par KCL Engineering,, conçu pour pouvoir être modifié au niveau des couleurs diffusées.

## Galerie

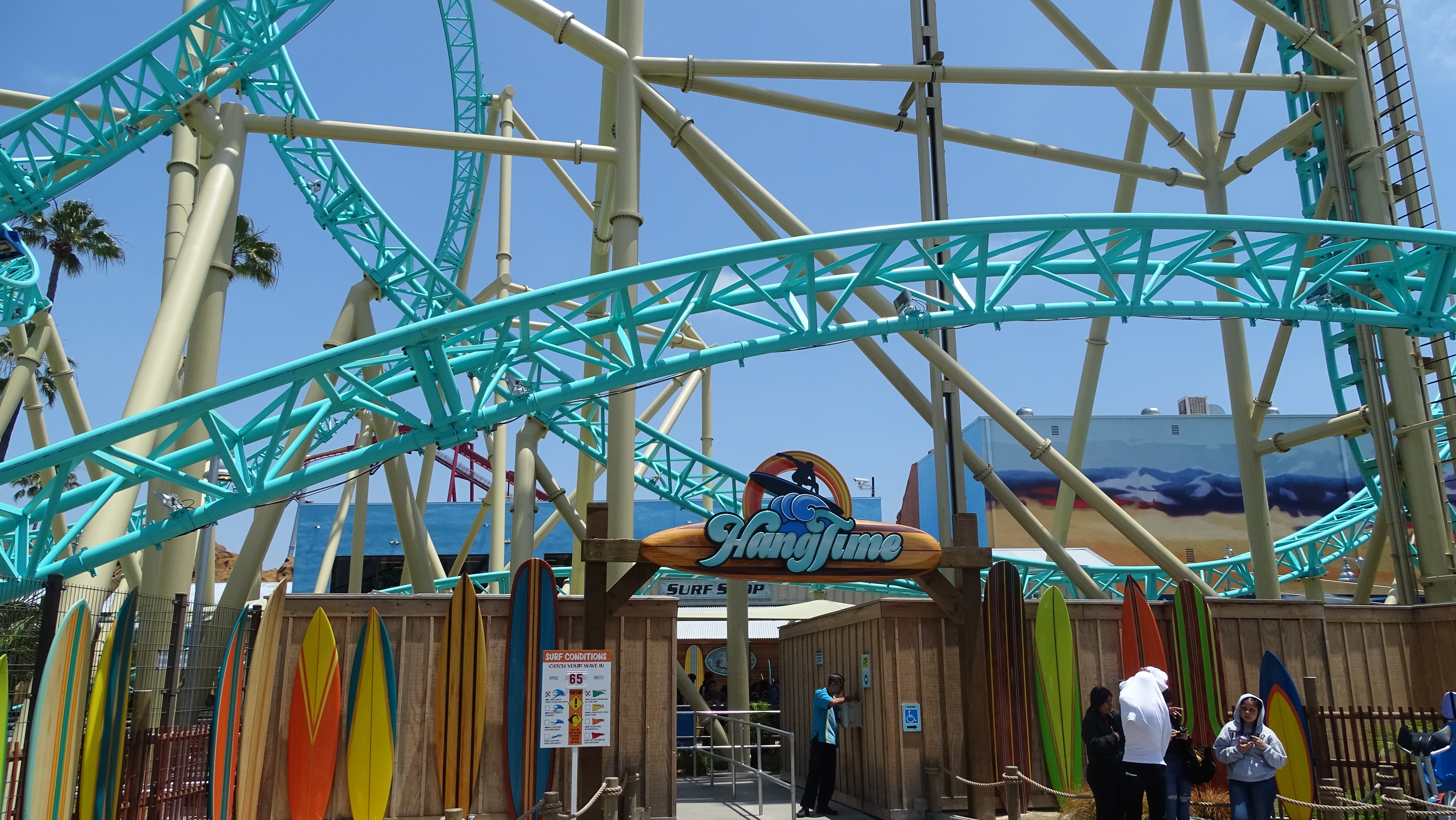
Entrée de l'attraction
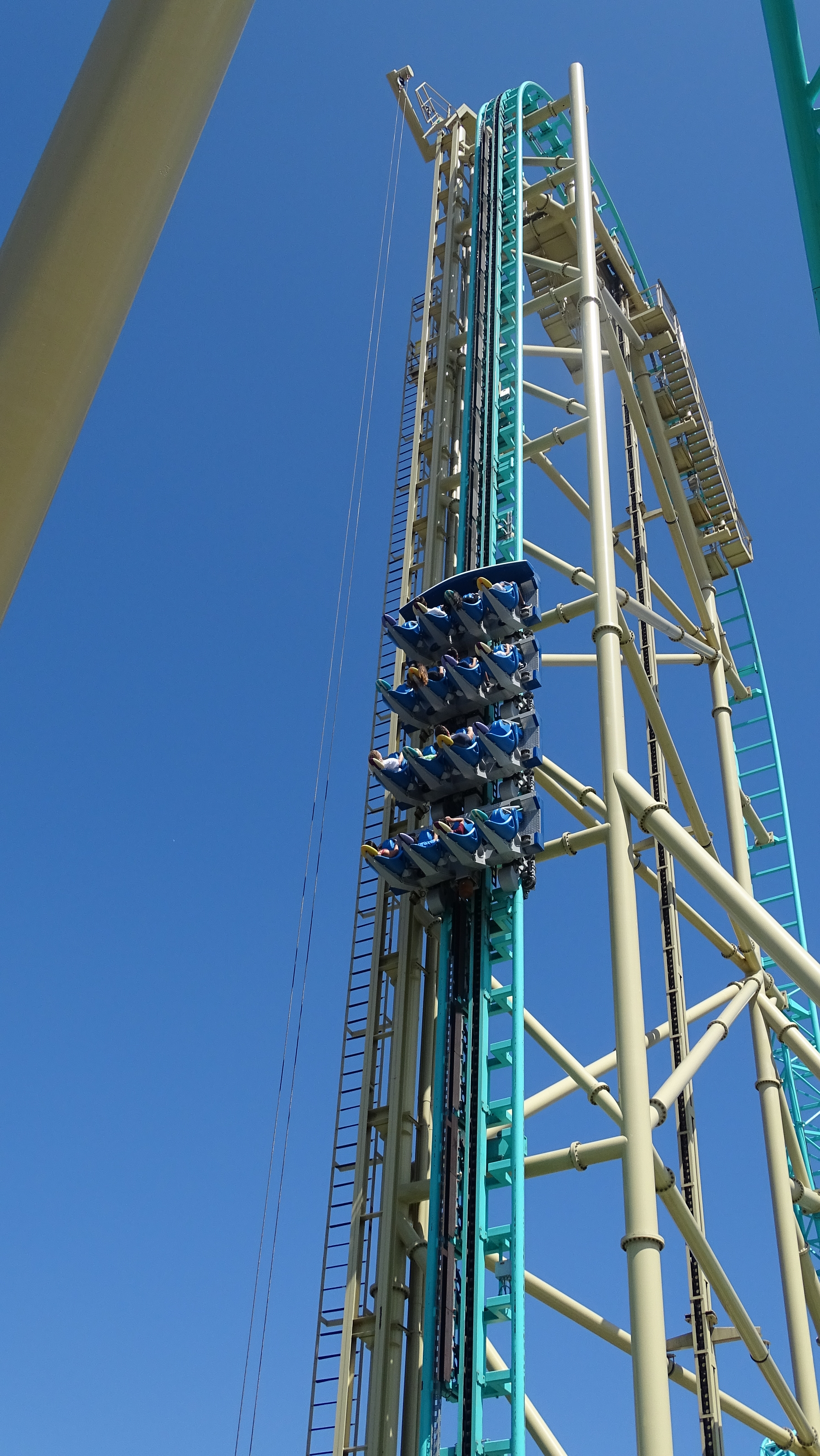
Montée des trains à la verticale
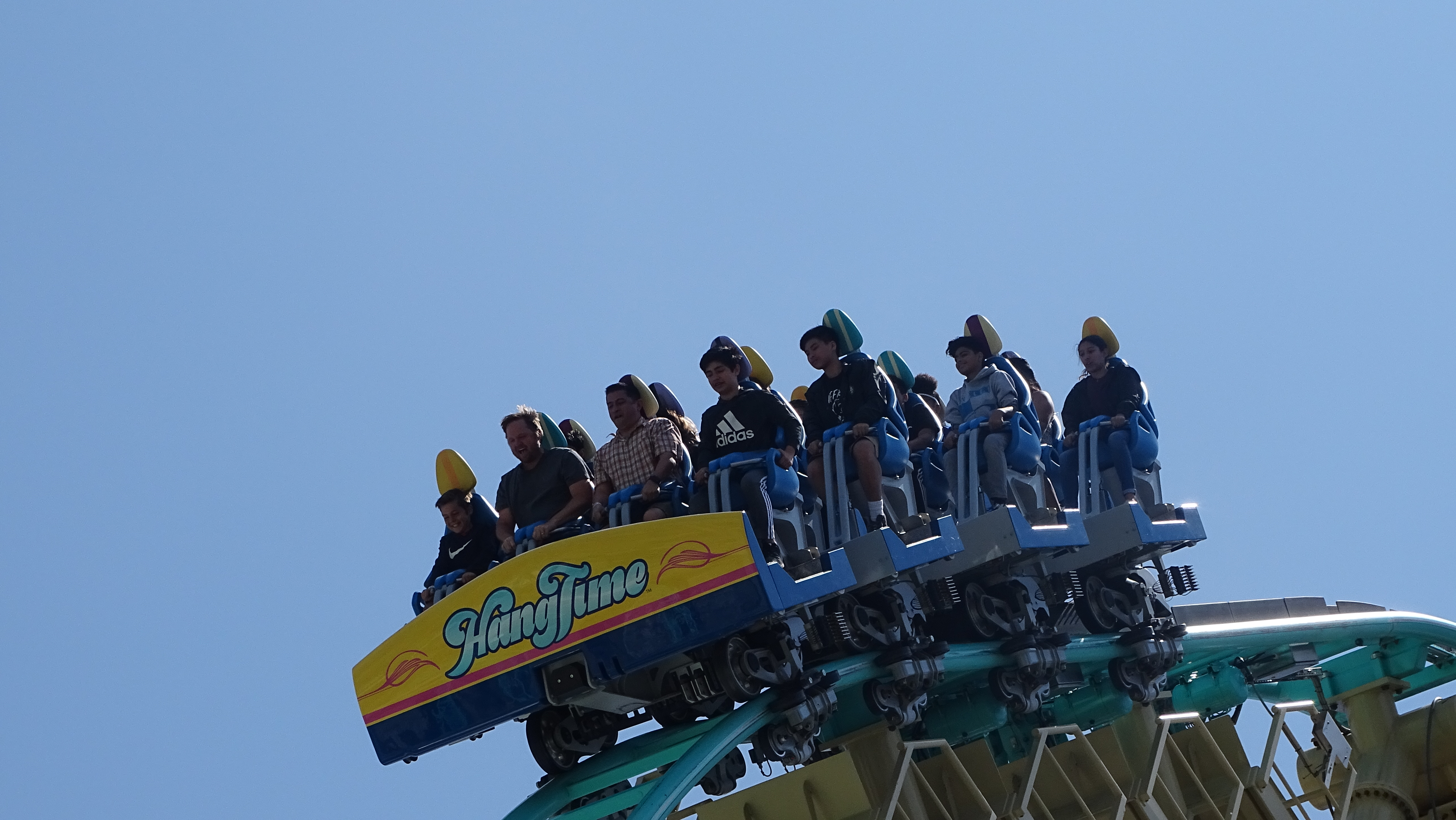
Train au sommet du parcours
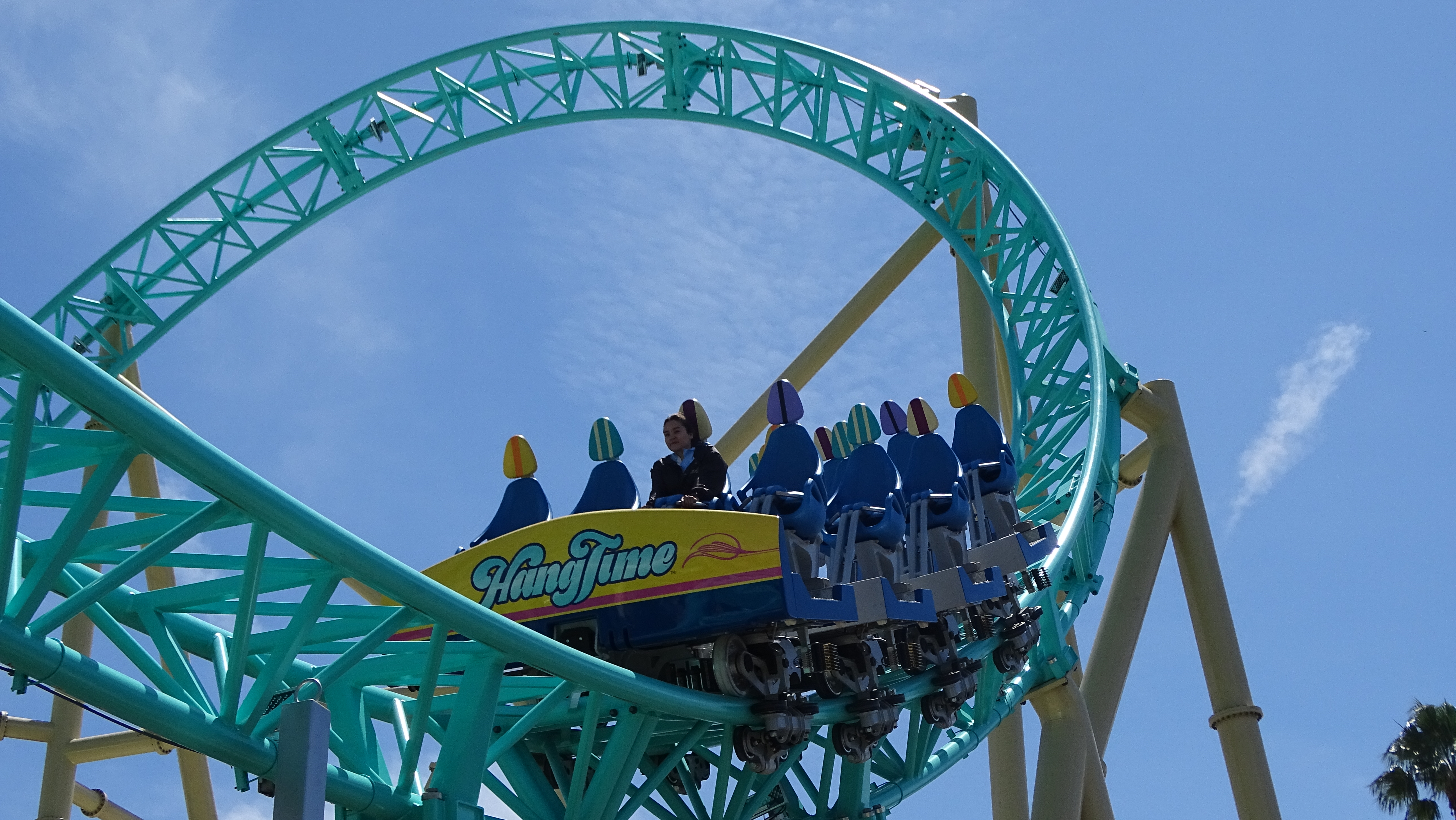
Train sur le parcours
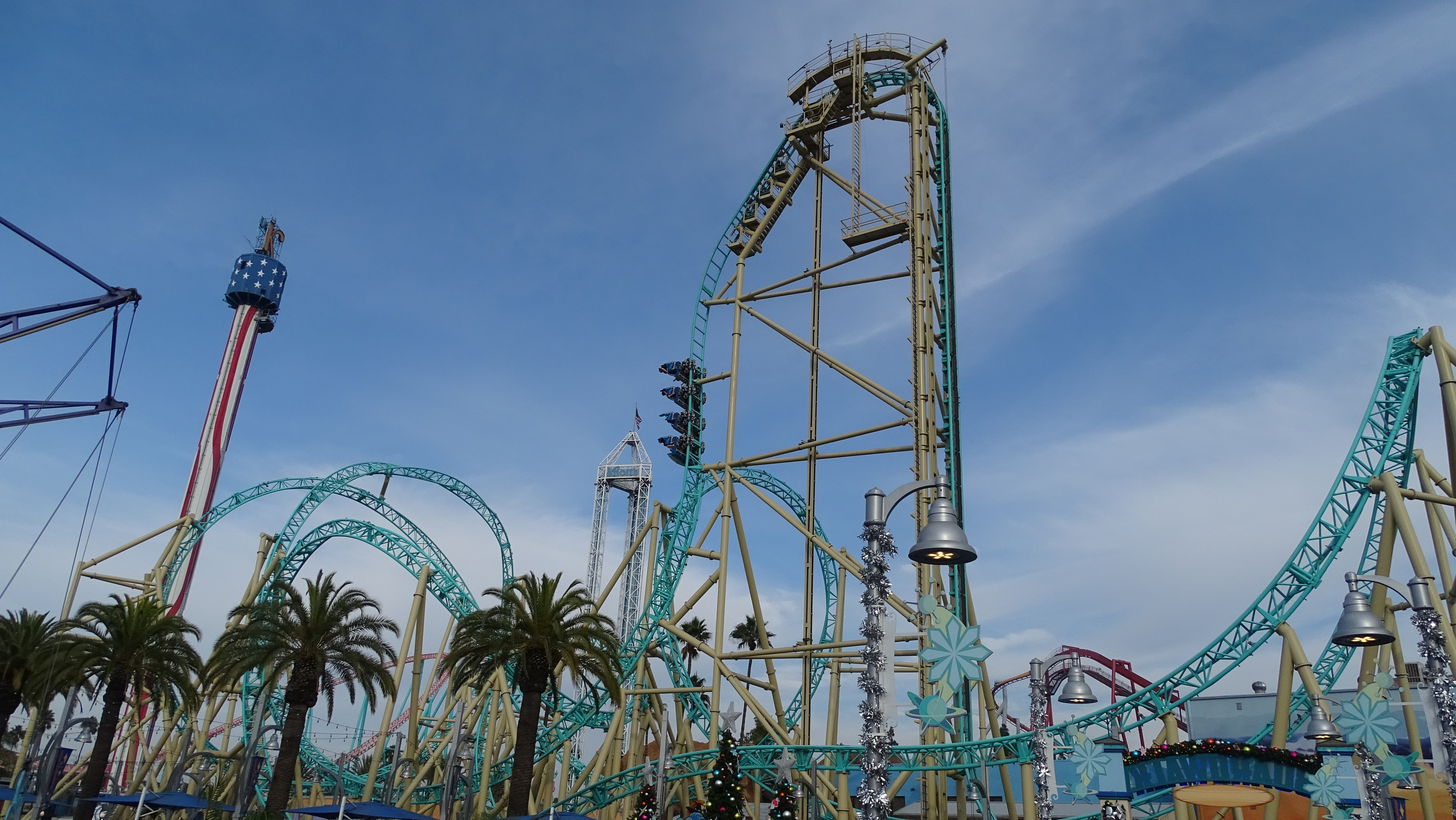
Vue globale
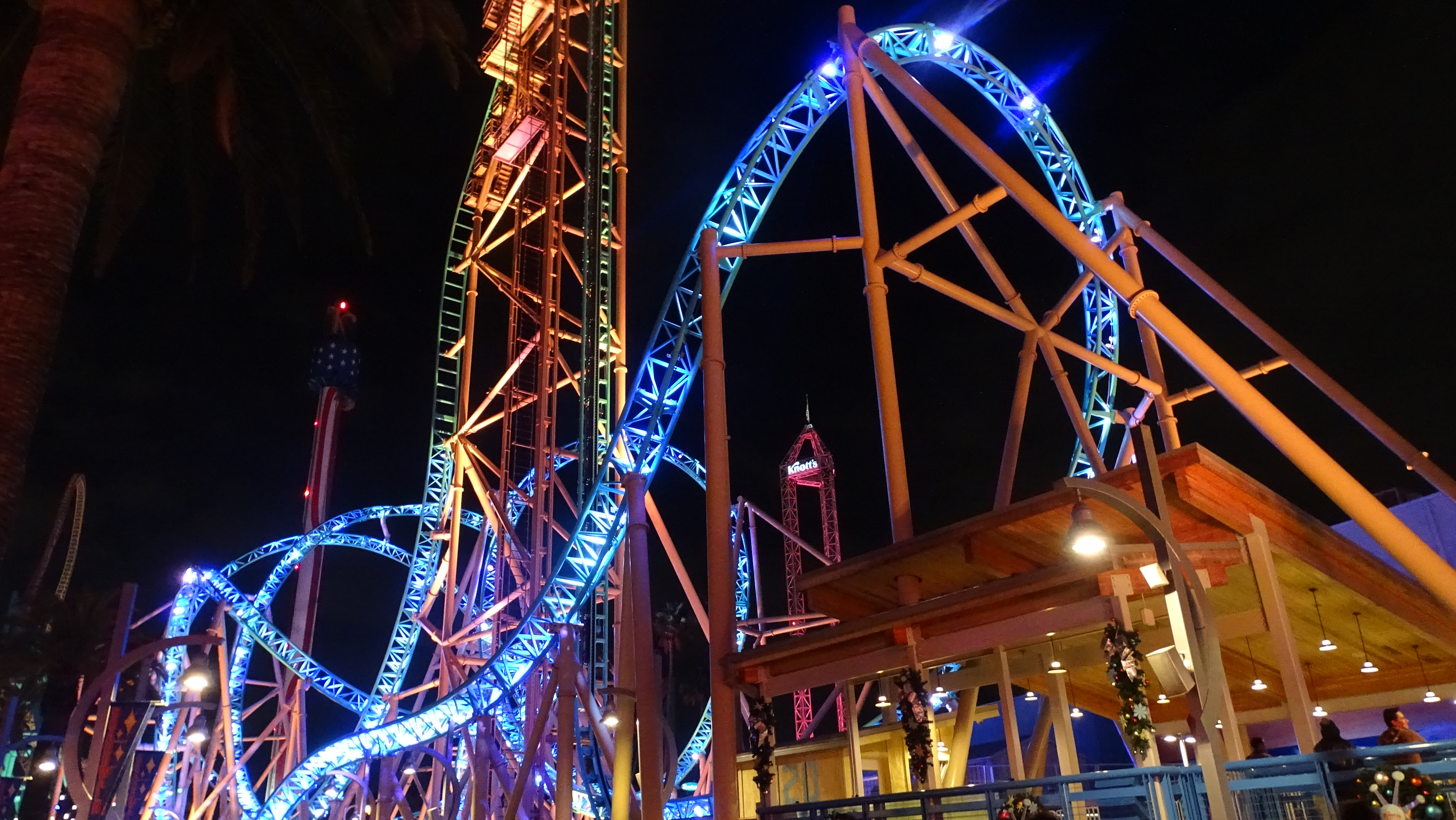
Attraction de nuit